# Тєлін
Тєлін (кит. спр. 铁岭市, піньїнь: Tiělǐng Shì) — місто-округ в китайській провінції Ляонін. 

## Географія
Тєлін розташовується на півночі провінції, переважно лежить на схід від середньої течії Ляохе.

### Клімат
Місто знаходиться у зоні, котра характеризується вологим континентальним кліматом зі спекотним літом. Найтепліший місяць — липень із середньою температурою 24.1 °C (75.4 °F). Найхолодніший місяць — січень, із середньою температурою -12.5 °С (9.5 °F).
| Клімат Тєліна           | Клімат Тєліна | Клімат Тєліна | Клімат Тєліна | Клімат Тєліна | Клімат Тєліна | Клімат Тєліна | Клімат Тєліна | Клімат Тєліна | Клімат Тєліна | Клімат Тєліна | Клімат Тєліна | Клімат Тєліна | Клімат Тєліна |
| Показник                | Січ.          | Лют.          | Бер.          | Квіт.         | Трав.         | Черв.         | Лип.          | Серп.         | Вер.          | Жовт.         | Лист.         | Груд.         | Рік           |
| Середній максимум, °C   | −6,3          | −2,9          | 5,4           | 15,2          | 22,7          | 26,4          | 28,3          | 27,7          | 22,8          | 15,1          | 4,6           | −3,4          | 13            |
| Середня температура, °C | −12,5         | −9,1          | −0,2          | 9             | 16,3          | 21,1          | 24,1          | 23,1          | 16,7          | 9             | −0,7          | −9            | 7,3           |
| Середній мінімум, °C    | −18,7         | −15,4         | −6,4          | 2,2           | 9,5           | 15,2          | 19,3          | 18            | 10,4          | 2,5           | −6,4          | −14,7         | 1,3           |
| Норма опадів, мм        | 6.1           | 7.5           | 14.7          | 40.2          | 57            | 92.4          | 174.5         | 155           | 71.3          | 40.9          | 16.9          | 7.8           | 684.3         |
| Днів з опадами          | 4,1           | 4,1           | 4,9           | 7             | 9,7           | 12,2          | 15,5          | 12,7          | 8,5           | 7,6           | 5,7           | 4,1           | 96,1          |
| Вологість повітря, %    | 64.8          | 60.2          | 53.6          | 51.5          | 53.4          | 65.6          | 77.7          | 78.2          | 68.9          | 64            | 65            | 64.1          | 63.9          |
| ----------------------- | ------------- | ------------- | ------------- | ------------- | ------------- | ------------- | ------------- | ------------- | ------------- | ------------- | ------------- | ------------- | ------------- |
| Джерело: Weatherbase    |               |               |               |               |               |               |               |               |               |               |               |               |               |

## Адміністративний поділ
Префектура поділяється на 2 райони, 3 повіти та 2 повітових міста:
| Карта                                                          | Карта      | Карта    | Карта            |
| -------------------------------------------------------------- | ---------- | -------- | ---------------- |
| ① Тєлін ② Чанту Кайюань ③ Сіфен ① Дяобіншань ② Їньчжоу ③ Цінхе |            |          |                  |
| Статус                                                         | Назва      | Оригінал | Населення (2020) |
| Район                                                          | Їньчжоу    | 银州区   | 375 292          |
| Район                                                          | Цінхе      | 清河区   | 84 693           |
| Місто                                                          | Дяобіншань | 调兵山市 | 206 058          |
| Місто                                                          | Кайюань    | 开原市   | 460 927          |
| Повіт                                                          | Сіфен      | 西丰县   | 225 123          |
| Повіт                                                          | Тєлін      | 铁岭县   | 324 383          |
| Повіт                                                          | Чанту      | 昌图县   | 711 818          |